# Alexandre Mareuil
«Alexandre Mareuil » est une marque française de maroquinerie sur mesure et haut-de-gamme, principalement orientée vers les articles de chasse et mondialement reconnue pour son savoir-faire.
Le savoir-faire de l’entreprise est reconnu par le Label Entreprise du patrimoine vivant et par son inscription à l’Inventaire du patrimoine culturel immatériel en France.

## Historique de l’entreprise
Le nom de la société tire son nom du village de Mareuil sur Belle en Dordogne, village traversé par son fondateur, André Colombeix, alors qu’il revenait d’une partie de chasse en Sologne. Autodidacte en maroquinerie, il souhaitait créer une société d’articles de chasse, ce qu’il fit en 1972. Rachetée par deux fois, la société est aujourd’hui dirigée par un groupe familial, les Van Robais, passionnés de chasse.

## Savoir-faire maroquinier
Si les articles de chasse sont les produits phares de l’entreprise, d’autres articles de maroquinerie sont venus compléter les collections au fil du temps : sacs à main, ceintures, accessoires/cadeaux…
Tous les produits restent de luxe, haut-de-gamme, et la plupart du temps fais sur-mesure, dans un style urbain chic. Les produits évoluent en fonction des tendances.
L’entreprise a la particularité de travailler aussi bien sur des peaux « classique » (cuir bovin ou de veau) que sur des peaux plus originales comme les peaux d’éléphant, de crocodile, d’autruche, d’élan…
Le découpage et l’assemblage des différentes pièces de cuir composant l’article sont faits à la main. Les coutures sont parfois faites à la machine pour permettre une meilleure régularité des points. L’assemblage main est cependant intéressant lorsque l’on recherche plus d’authenticité. Les fermetures, boucles et autres pièces de finitions sont fabriquées pour la société et sont estampillées « Alexandre Mareuil ». Les finitions sont une étape à part entière de la confection d’un article. Les bords sont brûlés et lissés, afin d’être égalisés et le cuir est frotté au chiffon afin de le rendre brillant.